# Lijst van voetbalinterlands Togo - Tunesië
Deze lijst van voetbalinterlands is een overzicht van alle officiële voetbalwedstrijden tussen de nationale teams van Togo en Tunesië. De landen hebben tot op heden tien keer tegen elkaar gespeeld. De eerste wedstrijd, een kwalificatiewedstrijd voor de Afrika Cup 1996, vond plaats op 13 november 1994 in Radès. Het laatste duel, een kwalificatiewedstrijd voor de Afrika Cup 2017, werd gespeeld in Lomé op 29 maart 2016.

## Wedstrijden
| №  | Plaats      | Datum            | Competitie                   | Wedstrijd      | Uitslag |
| -- | ----------- | ---------------- | ---------------------------- | -------------- | ------- |
| 1  | Radès       | 13 november 1994 | Afrika Cup 1996 kwalificatie | Tunesië − Togo | 1 − 1   |
| 2  | Lomé        | 4 juni 1995      | Afrika Cup 1996 kwalificatie | Togo − Tunesië | 0 − 1   |
| 3  | Ouagadougou | 16 februari 1998 | Afrika Cup 1998              | Tunesië − Togo | 3 − 1   |
| 4  | Radès       | 7 januari 2000   | Vriendschappelijk            | Tunesië − Togo | 7 − 0   |
| 5  | Radès       | 28 november 2001 | Vriendschappelijk            | Tunesië − Togo | 1 − 0   |
| 6  | Lomé        | 10 oktober 2010  | Afrika Cup 2012 kwalificatie | Togo − Tunesië | 1 − 2   |
| 7  | Radès       | 8 oktober 2011   | Afrika Cup 2012 kwalificatie | Tunesië − Togo | 2 − 0   |
| 8  | Nelspruit   | 30 januari 2013  | Afrika Cup 2013              | Togo − Tunesië | 1 − 1   |
| 9  | Monastir    | 25 maart 2016    | Afrika Cup 2017 kwalificatie | Tunesië − Togo | 1 − 0   |
| 10 | Lomé        | 29 maart 2016    | Afrika Cup 2017 kwalificatie | Togo − Tunesië | 0 − 0   |

## Samenvatting
| Competitie              | Totaal gespeeld | Winst Togo | Gelijk | Winst Tunesië | Doelsaldo Togo – Tunesië |
| ----------------------- | --------------- | ---------- | ------ | ------------- | ------------------------ |
| Afrika Cup              | 2               | 0          | 1      | 1             | 2 − 4                    |
| Afrika Cup-kwalificatie | 6               | 0          | 2      | 4             | 2 − 7                    |
| Vriendschappelijk       | 2               | 0          | 0      | 2             | 0 − 8                    |
| Totaal                  | 10              | 0          | 3      | 7             | 4 − 19                   |

## Details

### Negende ontmoeting
| Afrika Cup 2017 kwalificatie (Monastir, Tunesië, 25 maart 2016): |       |      |
| Tunesië                                                          | 1 – 0 | Togo |
| Youssef Msakni 46'                                               | goals |      |

### Tiende ontmoeting
| Afrika Cup 2017 kwalificatie (Lomé, Togo, 29 maart 2016): |       |         |
| Togo                                                      | 0 – 0 | Tunesië |
|                                                           | goals |         |

FTF · Selecties · Togolees vrouwenelftal
1950 – 1959 · 
1960 – 1969 · 
1970 – 1979 · 
1980 – 1989 · 
1990 – 1999 · 
2000 – 2009 · 
2010 – 2019 ·
2020 − 2029
WK 2006
Algerije ·
Angola ·
Bahrein ·
Benin ·
Botswana ·
Bukina Faso ·
Centraal-Afrikaanse Republiek ·
Chili ·
Comoren ·
Congo-Bazzaville ·
Congo-Kinshasa ·
Denemarken ·
Djibouti ·
Egypte ·
Equatoriaal-Guinea ·
Ethiopië ·
Frankrijk ·
Gabon ·
Gambia ·
Ghana ·
Guinee ·
Guinee-Bissau ·
Iran ·
Ivoorkust ·
Japan ·
Kaapverdië ·
Kameroen ·
Kenia ·
Lesotho ·
Liberia ·
Libië ·
Liechtenstein ·
Luxemburg ·
Madagaskar ·
Malawi ·
Mali ·
Marokko ·
Mauritanië ·
Mauritius ·
Mozambique ·
Namibië ·
Niger ·
Nigeria ·
Oeganda ·
Oman ·
Paraguay ·
Rwanda ·
Sao Tomé en Principe ·
Saoedi-Arabië ·
Senegal ·
Sierra Leone ·
Soedan ·
Swaziland ·
Tsjaad ·
Tunesië ·
Verenigde Arabische Emiraten ·
Zambia ·
Zimbabwe ·
Zuid-Korea ·
Zuid-Soedan ·
Zwitserland
Frankrijk (2006) · 
Zuid-Korea (2006) · 
Zwitserland (2006)
FTF · A-internationals · Selecties · Bondscoaches · Tunesisch vrouwenelftal · Olympisch elftal · Tunesië U21 · Tunesië U20 · Tunesië U19 · Tunesië U18 · Tunesië U17
1950 – 1959 · 
1960 – 1969 · 
1970 – 1979 · 
1980 – 1989 · 
1990 – 1999 · 
2000 – 2009 · 
2010 – 2019 ·
2020 − 2029
WK 1978 · 
WK 1998 · 
WK 2002 · 
WK 2006 · 
WK 2018
OS 1960 · 
OS 1988 · 
OS 1996 · 
OS 2004
1957 · 
1958 · 
1959 · 
1960 · 
1961 · 
1962 · 
1963 · 
1964 · 
1965 · 
1966 · 
1967 · 
1968 · 
1969 · 
1970 · 
1971 · 
1972 · 
1973 · 
1974 · 
1975 · 
1976 · 
1977 · 
1978 · 
1979 · 
1980 · 
1981 · 
1982 · 
1983 · 
1984 · 
1985 · 
1986 · 
1987 · 
1988 · 
1989 · 
1990 · 
1991 · 
1992 · 
1993 · 
1994 · 
1995 · 
1996 · 
1997 · 
1998 · 
1999 · 
2000 · 
2001 · 
2002 · 
2003 · 
2004 · 
2005 · 
2006 · 
2007 · 
2008 · 
2009 · 
2010 · 
2011 · 
2012 · 
2013 · 
2014 · 
2015 · 
2016 ·
2017 ·
2018 ·
2019 ·
2020 ·
2021 ·
2022 ·
2023 ·
2024
Algerije ·
Angola ·
Argentinië ·
Australië ·
Bahrein ·
België ·
Benin ·
Bosnië en Herzegovina ·
Botswana ·
Brazilië ·
Bulgarije ·
Burkina Faso ·
Burundi ·
Canada ·
Centraal-Afrikaanse Republiek ·
Chili ·
China ·
Colombia ·
Comoren ·
Congo-Brazzaville ·
Congo-Kinshasa ·
Costa Rica ·
Denemarken ·
Djibouti ·
Duitse Democratische Republiek ·
Duitsland ·
Egypte ·
Engeland ·
Equatoriaal-Guinea ·
Ethiopië ·
Finland ·
Frankrijk ·
Gabon ·
Gambia ·
Georgië ·
Ghana ·
Guinee ·
Ierland ·
IJsland ·
Irak ·
Iran ·
Italië ·
Ivoorkust ·
Japan ·
Joegoslavië ·
Jordanië ·
Kaapverdië ·
Kameroen ·
Kenia ·
Koeweit ·
Kroatië ·
Letland ·
Libanon ·
Liberia ·
Libië ·
Madagaskar ·
Malawi ·
Mali ·
Malta ·
Marokko ·
Mauritanië ·
Mauritius ·
Mexico ·
Mozambique ·
Namibië ·
Nederland ·
Nieuw-Zeeland ·
Niger ·
Nigeria ·
Noorwegen ·
Oeganda ·
Oekraïne ·
Oman ·
Oostenrijk ·
Panama ·
Peru ·
Polen ·
Portugal ·
Qatar ·
Roemenië ·
Rusland ·
Rwanda ·
Saoedi-Arabië ·
Sao Tomé en Principe ·
Senegal ·
Servië en Montenegro ·
Seychellen ·
Sierra Leone ·
Slovenië ·
Soedan ·
Somalië ·
Sovjet-Unie ·
Spanje ·
Swaziland ·
Syrië ·
Tanzania ·
Togo ·
Tsjaad ·
Turkije ·
Uruguay ·
Verenigde Arabische Emiraten ·
Verenigde Staten ·
Wales ·
Wit-Rusland ·
Zambia ·
Zimbabwe ·
Zuid-Afrika ·
Zuid-Jemen ·
Zuid-Korea ·
Zweden ·
Zwitserland
België (2018) ·
Engeland (2018) ·
Oekraïne (2006) ·
Panama (2018) ·
Saoedi-Arabië (2006) · 
Spanje (2006)